# Stanton Macdonald-Wright
Stanton Macdonald-Wright (ur. 8 lipca 1890 w Charlottesville, zm. 22 sierpnia 1973 w Pacific Palisades) – amerykański malarz i muralista, jeden z dwóch (obok Morgana Russella) prekursorów synchromizmu. Był teoretykiem sztuki i wykładowcą na kalifornijskich uczelniach, napisał kilka książek poświęconych współczesnemu malarstwu. Interesował się kulturą i sztuką Chin i Japonii. Praktykował filozofię zen.

## Życiorys

### Młodość i edukacja
Stanton Macdonald-Wright urodził się 8 lipca 1890 roku w Charlottesville w stanie Wirginia. Imię otrzymał na cześć aktywistki społecznej, Elizabeth Cady Stanton. Natomiast pisownię swego nazwiska zmodyfikował poprzez użycie łącznika, gdyż nie chciał być kojarzony ze znanym  architektem, Frankiem Lloydem Wrightem. Jego ojciec, malarz amator, zachęcał syna do zainteresowania się sztuką. Kiedy miał 10 lat, jego rodzina przeprowadziła się do Santa Monica w Kalifornii. W latach 1904–1905 Stanton Macdonald-Wright studiował w Art Students League of Los Angeles.

### Pobyt w Paryżu
W latach 1907–1912 kontynuował studia w Paryżu: na Sorbonie, w École des Beaux Arts, Akademii Colarossiego i Académie Julian, a następnie prywatnie u Percyvala Hart-Tudora, który uczył teorii koloru w odniesieniu do muzyki. Zainspirowany głównie twórczością Cézanne’a, Matisse’a i kubistów, Macdonald-Wright wystawiał w 1910 roku w Salonie Jesiennym oraz w 1912 roku w Salonie Niezależnych. W tym samym roku razem z Morganem Russellem zapoczątkował synchromizm. Termin ten oznaczał według nich stosowanie kolorów w sposób przypominający zapis nutowy. Jego obrazy zostały wystawione po raz pierwszy w Monachium i Paryżu w 1913 roku, natomiast w Stanach Zjednoczonych – w marcu 1914 roku w nowojorskiej Caroll Galleries.

### Wyjazd do Londynu
Po wybuchu I wojny światowej Macdonald-Wright przeprowadził się ze swoim starszym bratem, Willardem Huntingtonem Wrightem, który był wydawcą i pisarzem, do Londynu. Mieszkając tam razem przez następne dwa lata współpracowali przy trzech książkach o sztuce, w tym Modern Paintig, Tendency and Meaning (1915), które następnie zostały opublikowane w Nowym Jorku.

### Powrót do Stanów Zjednoczonych
W latach 1914–1916 Macdonald-Wright mieszkał w Londynie. W 1916 roku powrócił do Stanów Zjednoczonych. Był głównym organizatorem nowojorskiej wystawy Forum Exhibition of American Modernists, sam wystawiał swoje prace w roku następnym w galerii 291 Alfreda Stieglitza. Jednak Stieglitz w tym czasie ograniczał swoją działalność wystawienniczą i nie był w stanie zainwestować w promocję Macdonalda-Wrighta, a swoją galerię wkrótce zamknął. Z pomocą przyszedł jednak największy nabywca dzieł w jego galerii, John Quinn, który zakupił kilka obrazów Macdonalda-Wrighta, wspomagając w ten sposób jego finanse. Macdonald-Wright w dowód wdzięczności podarował Stieglitzowi kilka swoich obrazów.

#### Wyjazd do Kalifornii
W 1919 roku Macdonald-Wright wyjechał do Kalifornii, gdzie porzucił synchromizm zajmując się innymi projektami, w tym eksperymentami z filmem kolorowym. Choć w latach 20. i 30. w swoich obrazach nadal stosował wypracowane przez siebie metody, to jednak ich tematyka była wyraźnie bardziej naturalistyczna. Był liderem malarstwa modernistycznego w Kalifornii. W 1920 roku w siedzibie Los Angeles Museum of Science, History and Art zorganizował pierwszą modernistyczną wystawę w tym stanie. Przy wsparciu Alfreda Stieglitza zaprezentował na niej prace takich artystów jak: John Marin, Arthur Garfield Dove, Marsden Hartley i innych. W latach 1922–1930 był dyrektorem Art Students League of Los Angeles. W 1924 roku napisał podręcznik dla studentów, Treatise on Color. Pod koniec lat 20. i na początku 30. wystawiał wspólnie z Morganem Russellem w kilku kalifornijskich muzeach. W połowie lat 20. dogłębnie zaangażował się w teatr, a jako dyrektor Santa Monica Theater Guild pisał, reżyserował, projektował scenografie i grał w sztukach napisanych przez siebie i przez innych. Pod koniec lat 20. zabiegał u Alfreda Stieglitza o organizację wystawy swoich obrazów w jego nowej, mniejszej galerii, Intimate Gallery, ale starania te nie powiodły się. Pokaz udało się natomiast zorganizować w kolejnej, większej galerii Stieglitza, An American Place. Wystawa, zatytułowana Stanton Macdonald-Wright: 13 New Paintings, miała miejsce w dniach 3–29 października 1932 roku.
W latach 1935–1942 Macdonald-Wright uczestniczył w projekcie Federal Art Project, będącym przedsięwzięciem Works Progress Administration. Kiedy w latach 1934–1935 malował obszerny cykl murali dla nowej Santa Monica Public Library, WPA pomogła mu zgromadzić fundusze na materiały i opłacała dwóch jego asystentów. Tematem cyklu był dwojaki, artystyczny i technologiczny rozwój ludzkości, w którym dwa strumienie łączyły się razem tworząc trójkolorowy film; artysta wykorzystał tu doświadczenia ze swoich filmowych eksperymentów. W Kalifornii okresu międzywojennego Macdonald-Wright był uznawany za czołowego pedagoga i zwiastuna modernizmu. Jego brat, krytyk sztuki, działał w Nowym Jorku, gdzie pod pseudonimem S.S. Van Dine zasłynął jako pisarz.
W 1937 roku Macdonald-Wright pojechał po raz pierwszy do Japonii, aby studiować manuskrypty z poezją haiku. Zgłębiając je zainteresował się bliżej zdobiącymi je ilustracjami, zwanymi haiga, tworzonymi często przez samych autorów haiku. Zainteresowania te doprowadziły go później do namalowania 20 własnych, zainspirowanych nimi obrazów, a następnie zrealizowania na ich podstawie w latach 1966–1967 drzeworytów.
W latach 1942–1952 Macdonald-Wright wykładał na University of California w Los Angeles, na University of Southern California, w Scripps College oraz na University of Hawaii. Tematem jego wykładów była historia sztuki, estetyka orientalna i ikonografia. W latach 1952–1953 przebywał w Japonii jako profesor w ramach programu międzynarodowej wymiany naukowej, organizowanej przez Fundację Fulbrighta, przez krótki okres wykładał w Kyoiku Daigaku (Tokyo University of Education). W 1954 roku wycofał się z działalności akademickiej. W połowie lat 50., po ponad trzydziestoletniej przerwie powrócił z nową energią i entuzjazmem do malarstwa abstrakcyjnego, realizując niektóre ze swoich najlepszych płócien. To jego nowe, neosynchromistyczne dzieło dzięki zwiększonej jaskrawości i przestrzenności przewyższyło jego wcześniejsze obrazy, dając w rezultacie, zdaniem krytyka sztuki współczesnej, Alfreda Barra, głębszą duchowość.
W 1956 roku w Los Angeles Museum (obecnie Los Angeles County Museum of Art) odbyła się duża retrospektywna wystawa prac Macdonalda-Wrighta.

### Zainteresowania kulturą Dalekiego Wschodu
Macdonald-Wright głęboko interesował się sztuką Orientu. Był jednym z pierwszych zachodnich artystów, którzy zainteresowali się buddyjską filozofią, sztuką i kulturą zen. Począwszy od 1958 część każdego roku spędzał w klasztorze zen w Japonii. Studiował chińskie i japońskie malarstwo i rzeźbę. Jego podróże i znajomość sztuki azjatyckiej sprawiły, że porzucił swój abstrakcyjny styl, by stworzyć bardziej figuratywne dzieła, inspirowane japońskimi formami i kolorami. W ostatnich latach życia powrócił do synchromizmu, ale jego kolory były bardziej umiarkowane, spokojne i kontemplacyjne, być może inspirowane japońską sztuką i filozofią.